# Мунайлинський район
Мунайли́нський район (каз. Мұнайлы ауданы, рос. Мунайлинский район) — адміністративна одиниця у складі Мангистауської області Казахстану. Адміністративний центр — село Мангистау.

## Населення
Населення — 153838 осіб (2021; 74294 у 2009, 13300 у 1999, 11537 у 1989).
Національний склад (станом на 2016 рік):
- казахи — 133992 особи (97,25 %)
- каракалпаки — 1112 осіб
- росіяни — 1034 особи
- узбеки — 563 особи
- азербайджанці — 374 особи
- киргизи — 198 осіб
- корейці — 104 особи
- татари — 93 особи
- українці — 55 осіб
- лезгини — 31 особа
- грузини — 29 осіб
- вірмени — 18 осіб
- чеченці — 8 осіб
- німці — 8 осіб
- осетини — 5 осіб
- інші — 157 осіб

## Історія
Район був утворений 2007 року.

## Склад
До складу району входять 7 сільських округів:
| Поселення                       | Площа, км² | Населення, осіб (1989) | Населення, осіб (1999) | Населення, осіб (2009) | Населення, осіб (2021) | Центр     | Населені пункти |
| ------------------------------- | ---------- | ---------------------- | ---------------------- | ---------------------- | ---------------------- | --------- | --------------- |
| Атамекенський сільський округ   | -          | -                      | -                      | 22428                  | 29294                  | Атамекен  | 1               |
| Баскудуцький сільський округ    | -          | -                      | -                      | 14215                  | 31534                  | Баскудук  | 1               |
| Батирський сільський округ      | -          | -                      | -                      | -                      | 16621                  | Батир     | 1               |
| Баяндинський сільський округ    | -          | 834                    | 867                    | 2046                   | 7823                   | Баянди    | 1               |
| Даулетський сільський округ     | -          | -                      | -                      | 4800                   | 10135                  | Даулет    | 1               |
| Кизилтобинський сільський округ | -          | -                      | -                      | 15987                  | 25290                  | Кизилтобе | 2               |
| Мангистауський сільський округ  | -          | 10703                  | 12433                  | 14818                  | 33141                  | Мангистау | 1               |

## Найбільші населені пункти
| № | Населений пункт | Населення, осіб (1989) | Населення, осіб (1999) | Населення, осіб (2009) | Населення, осіб (2021) |
| - | --------------- | ---------------------- | ---------------------- | ---------------------- | ---------------------- |
| 1 | Мангистау       | 10703                  | 12433                  | 14818                  | 33141                  |
| 2 | Баскудук        | -                      | -                      | 14215                  | 31534                  |
| 3 | Атамекен        | -                      | -                      | 22428                  | 29294                  |
| 4 | Кизилтобе       | -                      | -                      | 15157                  | 25188                  |
| 5 | Батир           | -                      | -                      | -                      | 16621                  |
| 6 | Даулет          | -                      | -                      | 4800                   | 10135                  |
| 7 | Баянди          | 638                    | 867                    | 2046                   | 7823                   |